# Michael Hicks-Beach
Michael Edward Hicks-Beach, 1. hrabě ze St Aldwyn (Michael Edward Hicks-Beach, 1st Earl of St Aldwyn, 1st Viscount Quenington, 1st Viscount St Aldwyn, 9th Baronet Hicks-Beach of Beverston) (23. října 1837, Londýn, Anglie – 30. dubna 1916, Coln St Aldwyns, Anglie) byl britský politik.  Přes čtyřicet let byl poslancem Dolní sněmovny za Konzervativní stranu. S titulem vikomta vstoupil v roce 1906 do Sněmovny lordů, nakonec získal titul hraběte (1915). V několika konzervativních kabinetech zastával vládní funkce, byl ministrem kolonií (1878–1880), obchodu (1888–1892) a dvakrát ministrem financí (1885–1886 a 1895–1902).

## Životopis

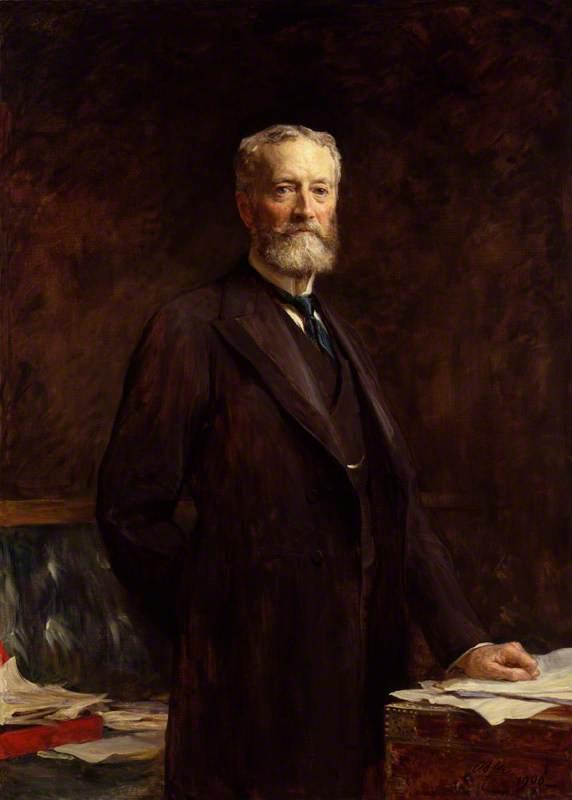
Portrét Michaela Hicks-Beache z roku 1906 (Národní portrétní galerie)

Pocházel ze starobylého rodu Hicks, který od roku 1790 užíval zároveň příjmení spřízněného rodu Beach, titul baroneta byl rodině udělen v roce 1619 (predikát of Beverston byl odvozen od hradu Beverston Castle, který rodina prodala v roce 1842. Pocházel z početné rodiny poslance Dolní sněmovny Sira Michaela Hicks-Beache (1809–1854), měl deset sourozenců. S vyznamenáním vystudoval práva a historii v Oxfordu, mezitím v roce 1854 po otci zdědil titul baroneta. V letech 1864–1906 byl členem Dolní sněmovny, patřil ke Konzervativní straně a během své politické dráhy zastupoval postupně dva volební obvody, východní Gloucester a západní Bristol. V roce 1868 byl krátce parlamentním tajemníkem chudinského úřadu a na ministerstvu financí.
V Disraeliho vládě byl v letech 1874–1878 státním sekretářem pro Irsko, od roku 1874 byl zároveň členem britské Tajné rady a Tajné rady v Irsku. Po rusko-turecké válce odstoupilo v 1878 několik ministrů a Hicks-Beach převzal v únoru 1878 post ministra kolonií, který zastával do roku 1880. V letech 1885–1886 byl kancléřem pokladu (ministr financí) a zároveň mluvčím vlády v Dolní sněmovně. V druhé Salisburyho vládě byl znovu ministrem pro Irsko (1886–1887), po neshodách s premiérem byl odvolán a v letech 1887–1888 zastával méně vlivnou funkci ministra bez portfeje. Po urovnání sporů s premiérem Salisburym se nakonec stal předsedou úřadu pro obchod (1888–1892). V Salisburyho třetí vládě byl opět ministrem financí (1895–1902). V letech 1901–1906 mu v Dolní sněmovně náležela čestná hodnost Father of Commons (služebně nejstarší poslanec parlamentu). V roce 1906 obdržel titul vikomta a vstoupil do Sněmovny lordů, nakonec byl v roce 1915 povýšen na hraběte. Mimo jiné byl zástupcem místodržitele a smírčím soudcem v hrabství Gloucestershire, zastával také další čestné funkce v místní samosprávě.

## Rodina

Erb hrabat ze St Aldwyn

Byl dvakrát ženatý, poprvé se oženil v roce 1864 s Caroline Elwes (1845–1865), dcerou Johna Henryho Elwese, majitele statků v Gloucestershire. Caroline zemřela o rok později ve dvaceti letech. Podruhé se v roce 1874 oženil s Lucy Fortescue (1851–1940), dcerou 3. hraběte Fortescue. Z jejich manželství pocházely čtyři děti. Jediný syn Michael Hugh, vikomt Quenington (1877–1916), byl poslancem Dolní sněmovny (1906–1916) a za první světové války padl v Egyptě týden před otcovým úmrtím. Dědicem titulů se stal vnuk Michael John, 2. hrabě ze St Aldwyn (1912–1992), který byl též politikem Konzervativní strany a zastával nižší úřady ve vládě. Současným představitelem rodu je Michael Henry Hicks-Beach, 3. hrabě ze St Aldwyn (*1950).
Michaelův mladší bratr William Hicks-Beach (1841–1923) převzal po předčasné smrti svého synovce vikomta Queningtona poslanecký mandát a v letech 1916–1918 byl členem Dolní sněmovny. V Dolní sněmovně zasedali také jejich švagři Sir John Dilwyn-Llewelyn (1836–1927) a George Pargiter Fuller (1833–1927).